# Neptú i Amimone
 Neptú i Amimone és un fresc provinent de la de Vil·la de Carmiano, trobat durant les excavacions arqueològiques de l'antiga ciutat d'Estàbia (l'actual Castellammare di Stabia) i conservat a l'Antiquarium stabiano.

## Història i descripció
El fresc data de la primera meitat del segle i, durant l'època Flàvia i cobria tot el mur occidental del triclini de la Vil·la de Carmiano, enfront del que representa Bacus i Ceres. L'obra va ser descoberta durant la dècada del 1960 per Libero D'Orsi, el primer que va dur a terme una campanya d'excavació a la vil·la i posteriorment va ser separat de la seva ubicació original i conservat a l'Antiquarium stabiano per preservar-ne la integritat.
El fresc està dividit en tres apartats: un de central, on se situa la representació principal i dos laterals. A la part central, envoltat de dibuixos d'elements arquitectònics i sobre un fons vermell pompeià, hi ha el mite d'Amimone, filla de Dànau, salvada i seduïda per Neptú, immortalitzat en una abraçada amb gust eròtic. La representació, a més dels dos protagonistes, presenta nombrosos altres personatges com un cavall, un home d'esquena i un altre que porta una àmfora sobre les seves espatlles. La part inferior del quadre és d'un blau pàl·lid, mentre que la superior acaba amb un fons clar, en el qual es pot veure un amoret que porta un peix sota un braç. Aquesta representació va ser molt popular entre els antics romans i també es troba a la Casa dels Vettii, a les excavacions arqueològiques de Pompeia. Els dos panells laterals, en canvi, sempre en vermell i envoltats d'elements arquitectònics estilitzats i dissenys florals, tenen al centre dues figures voladores, pròpies de les decoracions en què es representaven els mites dionisíacs. El fresc principal de la sala era el Triomf de Dionís. És interessant el revestiment groc, també tripartit: a la part central hi ha representat un paisatge marí amb peixos, mentre que als dos costats hi ha monstres marins en un marc marró.